# Đua rùa

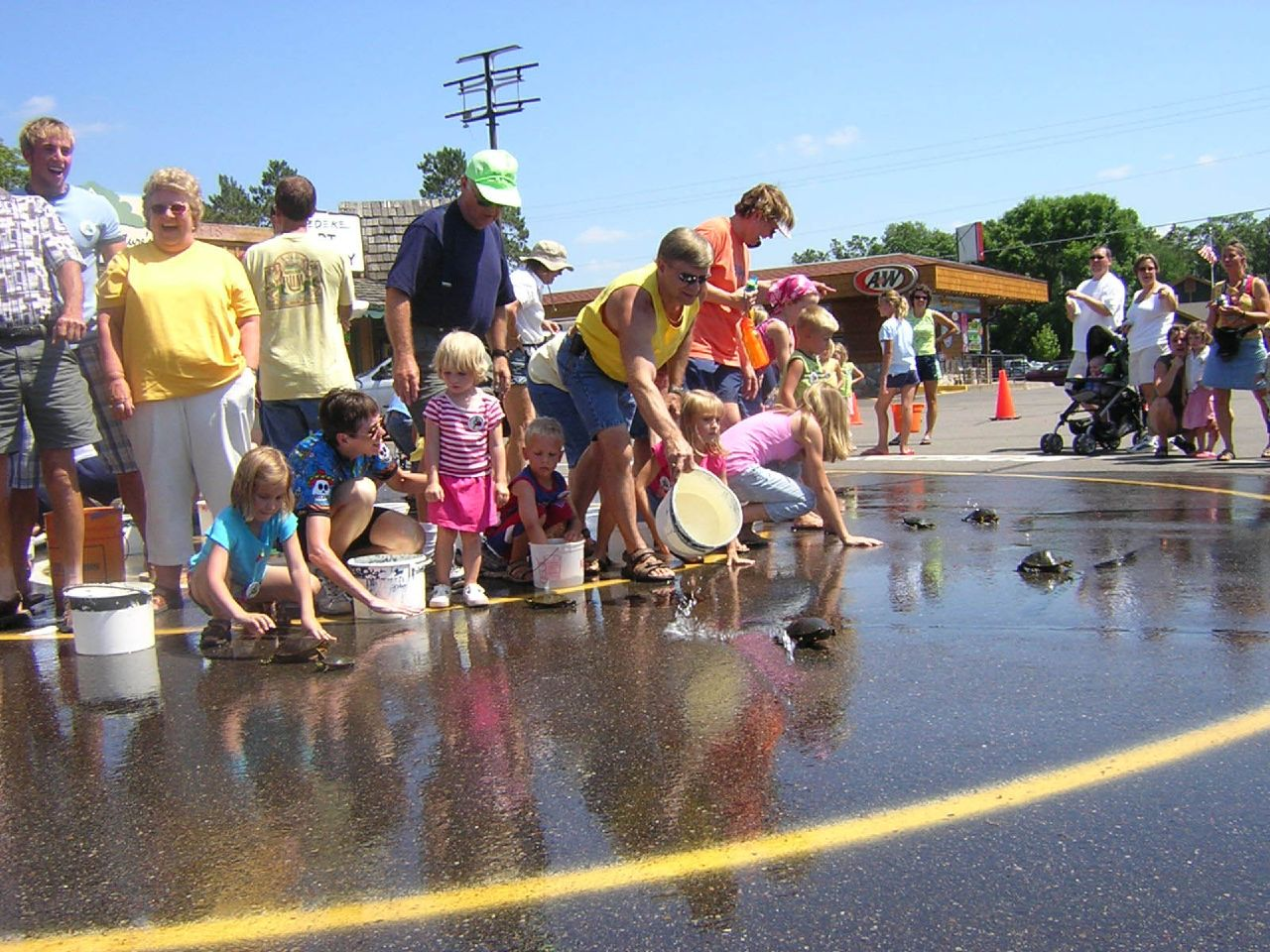
Một cuộc đua rùa ở Minnesota, Mỹ

Đua rùa (Turtle racing) là một trò chơi trong đó những người tham gia thường đặt những con rùa vào giữa vòng tròn và quan sát chúng đi vòng quanh cho đến khi một trong số chúng vượt ra khỏi vòng tròn. Ban đầu được phổ biến như một trò chơi trẻ em tại các hội chợ và buổi dã ngoại của quận ở miền Trung Hoa Kỳ, kể từ đó nó đã phát triển về phạm vi và mức độ phổ biến và các biến thể khác của sự kiện đã được tổ chức. Rùa thường được phân biệt bằng số được sơn hoặc dán trên mai rùa. Nhiều tổ chức tranh đấu cho quyền động vật cho rằng đây là hành vi tàn ác với động vật. PETA đưa ra yêu cầu giải pháp thay thế là trò đua vịt cao su để không gây ra tính tàn ác từ những cuộc đua này.
Có một số biến thể của môn đua rùa. Trong khi cuộc đua rùa thường diễn ra trên đất liền, cuộc đua rùa đôi khi cũng diễn ra trong hồ bơi. Một số cuộc đua bắt đầu bằng việc rùa đua từ vị trí xuất phát và kết thúc khi chúng về đích được chỉ định. Các cuộc đua ngoài trời thỉnh thoảng bắt đầu rùa ở một nơi đầy nắng gần khu vực bóng mát và rùa tự nhiên chạy vào chỗ có bóng râm. Các cuộc đua khác bắt đầu bằng việc tất cả các chú rùa được đặt vào giữa một vòng tròn lớn, người đầu tiên vượt ra ngoài vòng tròn được coi là con chiến thắng. Trong một số trường hợp, một chiếc nắp lớn được đặt lên trên những con rùa trước cuộc đua và cuộc đua bắt đầu khi nhấc chiếc nắp ra. Một số sự kiện khác thì người ta dùng rùa giả thay cho rùa sống. Rùa giả được thả nổi từ điểm xuất phát ở hạ lưu hoặc xuống một dãy cầu thang để đến điểm vạch đích kết thúc.